# 14696 Lindawilliams
14696 Lindawilliams eller 2000 AW203 är en asteroid i huvudbältet som upptäcktes den 10 januari 2000 av LINEAR i Socorro County, New Mexico. Den är uppkallad efter Linda H. Williams.
Asteroiden har en diameter på ungefär 6 kilometer.